# Aeroportul Kagua
Aeroportul Kagua (IATA: AGK) este un aeroport din Southern Highlands Province⁠(d), Papua Noua Guinee.
aeroportul dispune de o singură pistă.